# هبه عبوک
هبه عبوک (عربی: هبة أبوخريص بن سليمان؛ زادهٔ ۳۰ اکتبر ۱۹۸۶) بازیگر اهل تونس و اسپانیا است. وی از سال ۲۰۰۸ میلادی تاکنون مشغول فعالیت بوده‌است.
از فیلم‌ها یا مجموعه‌های تلویزیونی که وی در آن‌ها نقش داشته‌است، می‌توان به پرینسیپه و مادران، عشق و زندگی اشاره نمود.